# Anvarí
Anvarí, plným jménem Auhadudín Alí Anvari ibn Mohammad Chavarani (perskyوحدالدین علی ابن محمد انوری, (1126? Abívard – 1189/1190 Balch) byl středověký perský učenec a básník, mistr panegyrické poezie, především kasídy.

## Život
Narodil se v Abívardu, historickém městě v Chorásánu (dnes v Turkmenistánu poblíž íránského města Dargaz) kolem roku 1126. V mládí se připravoval v Túsu (poblíž Mašhadu) na vědeckou dráhu a získal neobyčejné vědomosti ve veškerých tehdejších vědách včetně astrologie. Po zjištění, že vědecká dráha mu na rozdíl od dvorního básnictví nedává příliš mnoho nadějí na blahobytný život, vyškolil se v rétorice a brzy byl přijat na dvoře seldžuckého sultána Ahmeda Sandžara jako chvalořečník a astrolog.
Po Sandžarově smrti roku 1157 nebyl již u jeho následovníků v takové oblibě, a když se nesplnila jeho proroctví, byl vystaven nevybíravému posměchu. Poté, co dokonale prohlédl rub dvorského života, rozhodl se odejít do ústraní do Balchu (dnes v Afghánistánu). kde se v klidu věnoval badatelské práci a poezii, a zde také zemřel. Kolem roku jeho úmrtí existují velké nejasnosti. Nejčastěji se uvádí rok 1189 nebo 1190, jiné zdroje uvádějí rok 1169 nebo 1170.

## Dílo
Hlavní známkou jeho básní je jeho učenost, která je příčinou častých narážek historických a mytologických, čímž se stal jedním z nejnepřístupnějších básníků Orientu. Po filosofické stránce navazuje na Avicennu (napsal komentář k Avicennovu dílu Kniha poučení a připomínek s názvem Kniha dobrých zvěstí). V jeho básnickém díle vyvrcholil vývoj panegyrické kasídy, kterou svou fantazií a mistrným ovládáním jazyka i rétoriky dovedl na sám vrchol. Vymezil její tematiku jako chvalořeči a přírodní i milostné motivy z ní vydělil do gazelu, čímž naznačil i další vývoj této formy. Charakteristickou vlastností jeho kasíd je časté používání žertu, ale i hanopisu, invektivy a satiry.
Jeho básně byly abecedně uspořádány do Dívánu, který byl roku 1843 vydán v Tabrízu. Obsahuje kasídy (k nim existuje i výklad), gazely, masnaví a rúbái. K jeho nejkrásnějším básním patří elegie Slzy Chorásánu vyvolaná invazí Oghuzů roku 1153. Svou satiru zaměřoval proti stavovským nejapnostem, sociálním abnormálnostem, patolízalství i zhoubným vášním.